# Годзю-рю
Годзю-рю (яп. 剛柔流 годзю:рю:) — один из основных окинавских стилей карате, сочетающий комбинации жёсткой и мягкой техники. Основанная в 1920-х годах мастером Тёдзюном Мияги (1888—1953). Один из наиболее распространённых стилей карате, существующий в трёх основных вариантах — окинавском, японском и американском.

## История стиля

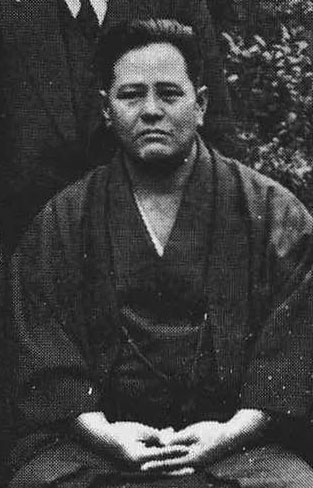
Основатель Годзю-рю Тёдзюн Мияги

Истоки стиля Годзю-рю связаны, прежде всего, с именем Канрё Хигаонны, который был создателем и видным представителем окинавского стиля Наха-тэ. У Хигаонны обучался и будущий создатель Годзю-рю Тёдзюн Мияги. В 1904 году Мияги вместе с Хигаонной отправился в Китай, где он попал в ту же школу, где ранее обучался сам Хигаонна. Во второй раз Мияги направился в Китай в 1915 году и пробыл там до 1917 года.
В 1928 году Тёдзюн Мияги, будучи уже руководителем «Ассоциации окинавского искусства карате», был приглашён в Японию Гогэном Ямагути. В Японии Мияги преподавал карате в различных университетах. В то время Мияги реформировал боевое искусство, которое он перенял от Хигаонны, и назвал свой стиль «карате Годзю-рю».

## Особенности Годзю-рю
Годзю-рю через Мияги и Хигаонны перенял принципы жёстких систем южно-китайского ушу, сохранив в себе истинное искусство реального поединка.
Годзю-рю является стилем, использующим внутреннюю энергетику человека. В основе карате Годзю-рю лежит техника ближнего боя, включающая в себя удары локтями, коленями, бросковую технику, захваты и борьбу в партере, что даёт возможность применять его в условиях ограниченного пространства (лифт, транспорт, толпа).
От современного спортивного карате отличается энергетической направленностью и высокой боевой эффективностью.

## Ката Годзю-рю
Гогэн Ямагути, ученик и соратник Тёдзюна Мияги, систематизировал наставления и методики учителя, адаптировав их к традициям японских воинских искусств.
Годзю-рю включает 13 ката:
- Гэкисай-дайити (яп. 撃砕第一)
- Гэкисай-дайни (яп. 撃砕第二)
- Сайфа (яп. 砕破)
- Сэйюнтин (яп. 制引戦)
- Сисотин (яп. 四向戦 сисо:тин)
- Сансэйру (яп. 三十六手)
- Сэйпай (яп. 十八手)
- Курурунфа (яп. 久留頓破)
- Сэйсан (яп. 十三手)
- Супаримпей (яп. 壱百零八 су:па:римпэй)
- Большое значение уделяется ката Сантин[2]. В карате Годзю-рю имеется два варианта этого ката:
  - Сантин (Тёдзюн Мияги) (или Сантин-дайити) (яп. 三戦)
  - Сантин (Канрё Хигаонна) (или Сантин-дайни)
- Тэнсё (яп. 転掌 тэнсё:)

## Разновидности Годзю-рю

### Американская ветвь
Американская ветвь Годзю-рю основана мастером Питером Урбаном. Он изучал Сёриндзи Рю у Ричарда Кима и Кёкусинкай у Масутацу Оямы. Кроме того, он был учеником Гогэна Ямагути. В 1959 году Урбан открыл свою школу в Нью-Джерси, а потом переехал в Нью-Йорк, где открыл «Чайна-таун-додзё» и ассоциацию Годзю-Кай. Среди учеников Урбана были такие бойцы, как Рон Ван Клиф и организатор турниров фулл-контакт карате Аарон Бэнкс.
В настоящее время Питер Урбан является главой Всеамериканской ассоциации доблестных боевых искусств.

## Система поясов и степеней
В годзю-рю карате есть 10 кю (ученических степеней) и 10 данов (мастерских степеней). Номер кю уменьшается с ростом мастерства, номер дана — возрастает.